# 앨리스 로
앨리스 로(Alice Lowe, 1977년 4월 3일 ~ )는 잉글랜드의 코메디언, 배우, 작가이다.

## 출연 작품
- 2018 《행복의 단추를 채우는 완벽한 방법》 - 수 역
- 2018 《블랙 미러: 밴더 스내치》